# پام کلمنتیف

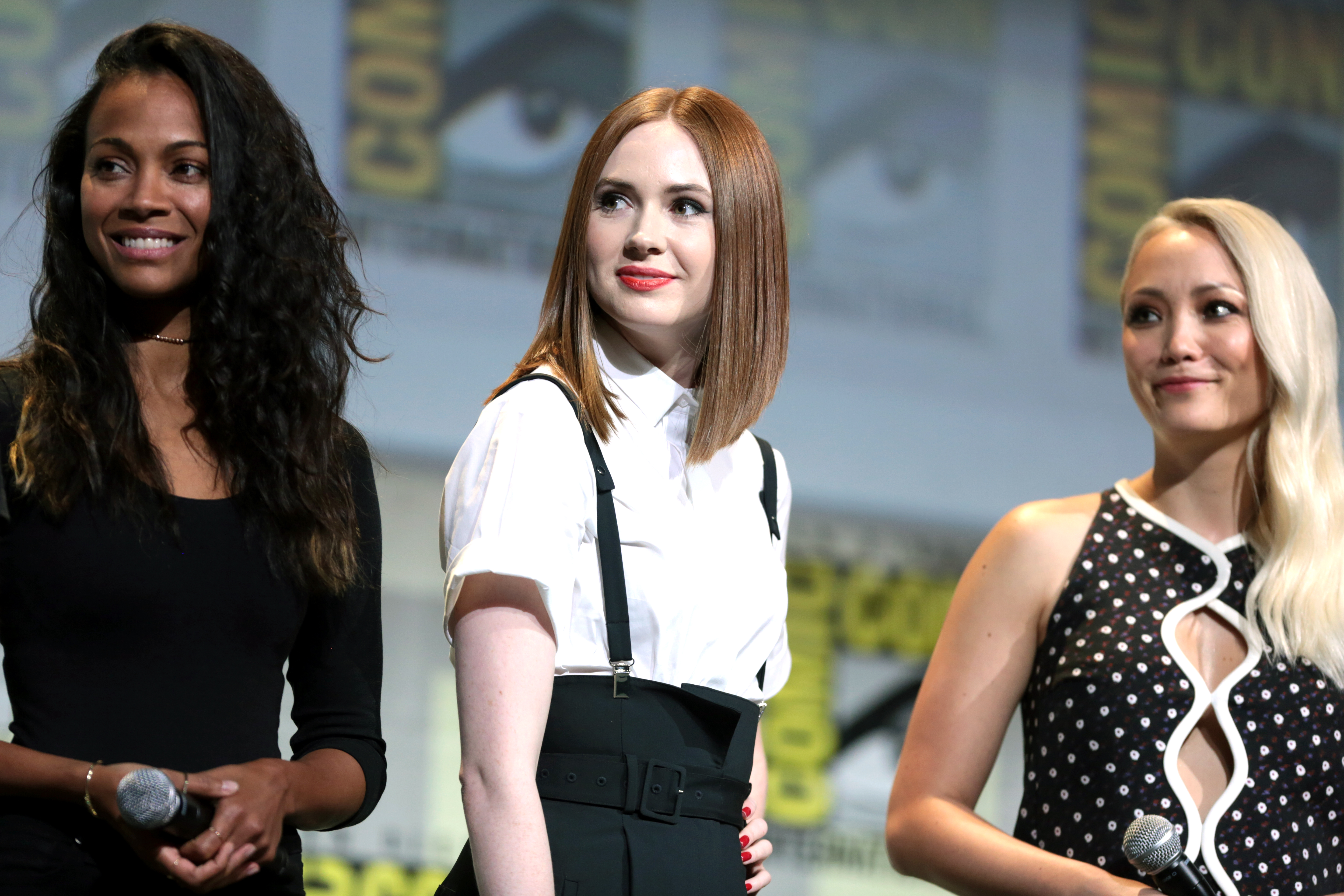
پام کلمنتیف (راست) در کنار کارن گیلان و زوئی سالدانا بازیگران فیلم نگهبانان کهکشان بخش ۲ در مراسم کامیک-کان سن دیگو در سال ۲۰۱۶

پام الکساندرا کِلمنتیف (فرانسوی: Pom Alexandra Klementieff‎؛‏ فرانسوی: [pɔm klemɑ̃tjɛf]; ‏ زاده ۳ مه ۱۹۸۶) بازیگر و مدل فرانسوی است. از فیلم‌هایی که وی در آنها نقش داشته‌است می‌توان به اولدبوی، اینگرید به فنا می‌رود و ایفای نقش شخصیت مانتیس در فیلم‌های دنیای سینمایی مارول شامل نگهبانان کهکشان بخش ۲ (۲۰۱۷)، انتقام‌جویان: جنگ ابدیت (۲۰۱۸) و دنباله آن انتقام‌جویان: پایان بازی (۲۰۱۹)، ثور: عشق و آذرخش (۲۰۲۲) و نگهبانان کهکشان بخش ۳ (۲۰۲۳) اشاره کرد.

## فیلم‌شناسی
فهرست برخی از فیلم‌ها و مجموعه‌های تلویزیونی که پام کلمنتیف در آن‌ها به ایفای نقش پرداخته است.
| نام فیلم                         | سال  | نقش                   |
| -------------------------------- | ---- | --------------------- |
| ظرافت                            | ۲۰۱۱ | پیشخدمت               |
| کایرا                            | ۲۰۱۲ | تیا                   |
| اولدبوی                          | ۲۰۱۳ | هانگ بوک              |
| تازه بودن                        | ۲۰۱۷ | بتانی                 |
| اینگرید به فنا می‌رود             | ۲۰۱۷ | هارلی چانگ            |
| نگهبانان کهکشان بخش ۲            | ۲۰۱۷ | مانتیس                |
| انتقام‌جویان: جنگ ابدیت           | ۲۰۱۸ | مانتیس                |
| انتقام‌جویان: پایان بازی          | ۲۰۱۹ | مانتیس                |
| جواهرات تراش‌نخورده               | ۲۰۱۹ | لکسوس                 |
| خانواده آدامز                    | ۲۰۱۹ | صداپیشه لایلا و کایلا |
| رالف را نجات دهید                | ۲۰۲۱ | خرگوش دارچین          |
| نیروی تندر                       | ۲۰۲۱ | لیزر                  |
| جوخه انتحار                      | ۲۰۲۱ | رقاص                  |
| ثور: عشق و آذرخش                 | ۲۰۲۲ | مانتیس                |
| مأموریت: غیرممکن – روزشمار مرگ   | ۲۰۲۳ | پاریس                 |
| نگهبانان کهکشان بخش ۳            | ۲۰۲۳ | مانتیس                |
| بازی قاتل                        | ۲۰۲۴ | ماریانا آنتوانت       |
| مأموریت: غیرممکن – روزشمار نهایی | ۲۰۲۵ | پاریس                 |

### مجموعه تلویزیونی
| سال  | عنوان                        | نقش    | یادداشت‌ها                     |
| ---- | ---------------------------- | ------ | ----------------------------- |
| ۲۰۰۹ | شب پیگال                     | ساندرا | ۸ قسمت                        |
| ۲۰۱۹ | آینه سیاه                    | راکست  | قسمت «افعی‌ها ضربه می‌زنند»     |
| ۲۰۲۰ | وست‌ورلد                      | مارتل  | ۳ قسمت                        |
| ۲۰۲۲ | نگهبانان کهکشان ویژه تعطیلات | مانتیس | ویژه‌برنامهٔ تلوزیونی، نقش اصلی |